# Mom and Dad

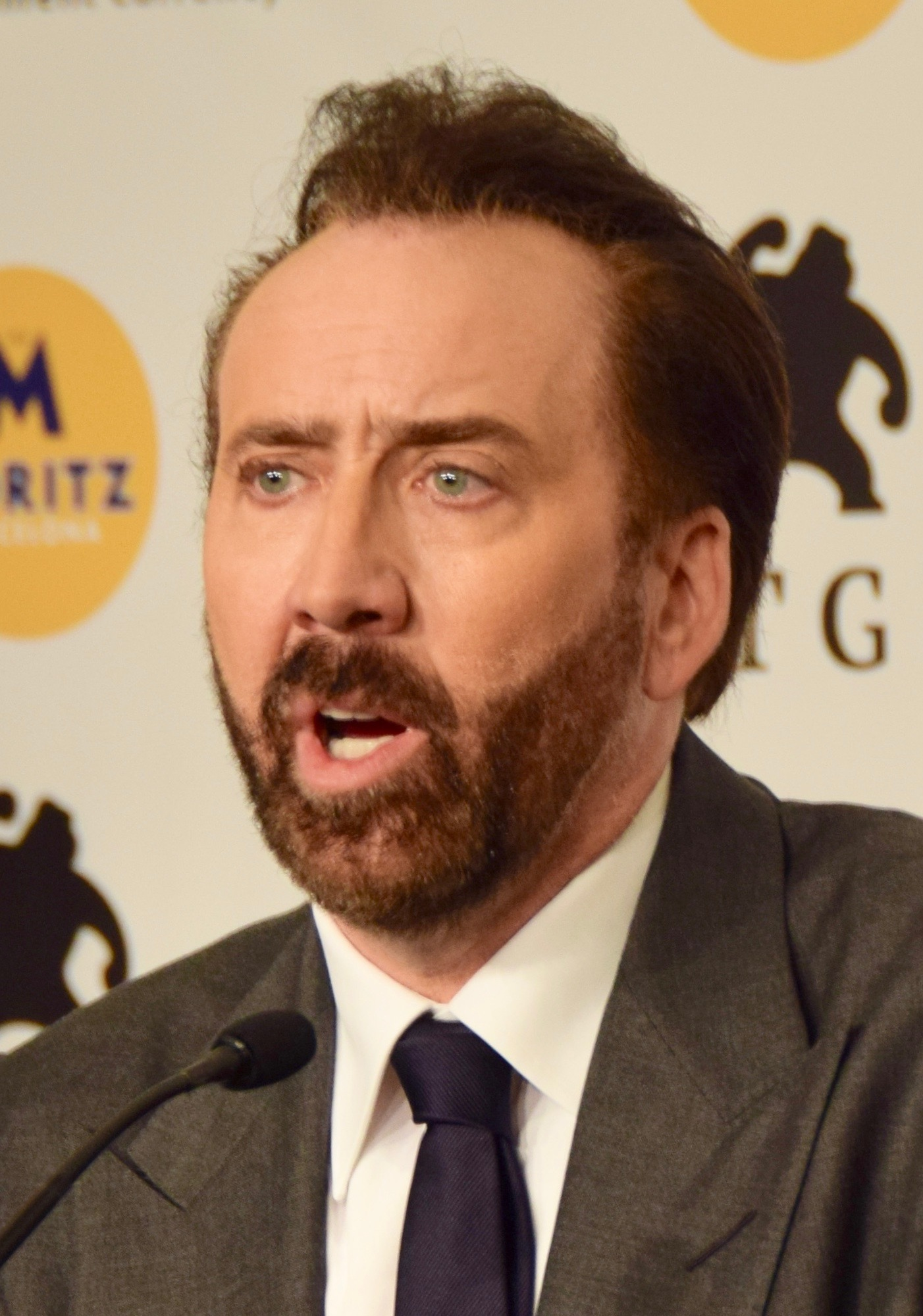
Nicolas Cage spielt Brent Ryan (Foto von 2018)

Mom and Dad ist ein US-amerikanischer Horror-Thriller von Brian Taylor aus dem Jahr 2017. In den Hauptrollen spielen Nicolas Cage und Selma Blair. Der Film wurde am 9. September 2017 auf dem Toronto International Film Festival uraufgeführt und kam Anfang 2018 in die Kinos.

## Handlung
Brent und Kendall Ryan leben mit Tochter Carly und Sohn Josh in einem typischen Vorort in den Vereinigten Staaten. Brent arbeitet lustlos in seinem Job als Geschäftsführer, Kendall ist Hausfrau. Die Beziehung des Paares ist dysfunktional. Zwischen Carly und ihren Eltern kommt es immer wieder zu Spannungen – Brent kann Carlys Freund Damon nicht leiden und Kendall würde gern mehr Zeit mit ihrer Tochter verbringen, die jedoch stattdessen viel lieber mit ihrer Schulfreundin Riley abhängt. Kendall geht ab und zu mit Rileys Mutter Jenna zu Aerobic-Kursen, eine Verwirklichung ihrer früheren Berufswünsche scheint nicht mehr möglich.
Eines Tages kommt es zu Vorfällen, bei denen Eltern ihre eigenen Kinder umbringen, was sich pandemieartig ausbreitet. Als Eltern an der High School ihre eigenen Kinder angreifen und töten, flüchten Carly und Riley – auch um Carlys jüngeren Bruder Josh zu schützen, der noch allein zu Haus ist. Dieser muss mitansehen, wie die Haushälterin der Familie ihre eigene Tochter Lisa umbringt. Bei einem Zwischenstopp bei Riley wird diese von ihrer Mutter getötet, woraufhin Carly davonläuft. Kendall kann im Krankenhaus ihre Schwester nur mit vereinten Kräften des Klinikpersonals gerade noch davon abhalten, ihr eigenes Neugeborenes zu töten.
Carly trifft auf Damon und beide begeben sich zum Haus der Ryans, doch auch Brent und Kendall treffen kurz darauf ein. Brent schlägt Damon bewusstlos und das Ehepaar beginnt, ihre Kinder zu jagen. Carly und Josh können sich schließlich im Keller verbarrikadieren. Brent und Kendall versuchen zunächst mit einer Stichsäge die Tür zu öffnen, bevor sie über einen Schlauch Gas in den Keller strömen lassen, um ihre Kinder hinauszutreiben. Diese können sich zwar aus ihrer Lage befreien, müssen sich ihren Eltern wieder direkt zur Wehr setzen. Da klingeln Brents Eltern an der Tür und versuchen jetzt Brent zu töten. In einem Kampf um Leben und Tod, bei dem Brents Eltern sterben, gelingt es Carly, Josh und Damon, die beiden Erwachsenen zu überwältigen und im Keller zu fesseln.
Die letzten Szenen zeigen die leeren Straßen der Vorstadt aus der Vogelperspektive.

## Synchronisation
Die deutschsprachige Synchronisation übernahm die EuroSync. Das Dialogbuch schrieb Luise Charlotte Brings, Dialogregie führte Michael Deffert.
| Rolle         | Darsteller           | Synchronsprecher   |
| ------------- | -------------------- | ------------------ |
| Brent Ryan    | Nicolas Cage         | Martin Keßler      |
| Kendall Ryan  | Selma Blair          | Ranja Bonalana     |
| Carly Ryan    | Anne Winters         | Olivia Büschken    |
| Josh Ryan     | Zackary Arthur       | Carlos Fanselow    |
| Damon         | Robert T. Cunningham | Patrick Baehr      |
| Riley         | Olivia Crocicchia    | Marie Hinze        |
| Mel           | Lance Henriksen      | Dieter B. Gerlach  |
| Jenna         | Samantha Lemole      | Melanie Pukaß      |
| Lehrer        | Joseph D. Reitman    | Michael Deffert    |
| Jeanne        | Rachel Melvin        | Anne-Catrin Märzke |
| Doktor        | George Griffith      | Nico Mamone        |
| Dr. Mehmet Oz | Mehmet C. Oz         | Bernd Vollbrecht   |
| Sun-Yi        | Sharon Gee           | Meylan Chao        |
| Tanner        | Brionne Davis        | Tommy Morgenstern  |

## Produktion
Der Film wurde von Juli bis August 2016 unter anderem in Louisville, Kentucky, gedreht, wo Aufnahmen in der St. Xavier High School stattfanden.

## Rezeption

### Kritiken
Das Lexikon des internationalen Films gibt dem Film insgesamt 3 von 5 Sternen. Es beschreibt den Film als „Temporeiche, mitunter recht drastische Farce, die mit den kleinen Friktionen zwischen Jung und Alt spielt und sie ins Groteske überzeichnet.“

### Auszeichnungen
Auf dem Molins Film Festival 2017 wurde Brian Taylor von der Jury in der Kategorie Beste Regie ausgezeichnet.

### Einspielergebnis
Der Film spielte weltweit ungefähr 0,165 Millionen US-Dollar ein.